# Sericopelma rubronitens
Sericopelma rubronitens là một loài nhện trong họ Theraphosidae.
Loài này thuộc chi Sericopelma. Sericopelma rubronitens được miêu tả năm 1875 bởi Ausserer.